# Lapilli

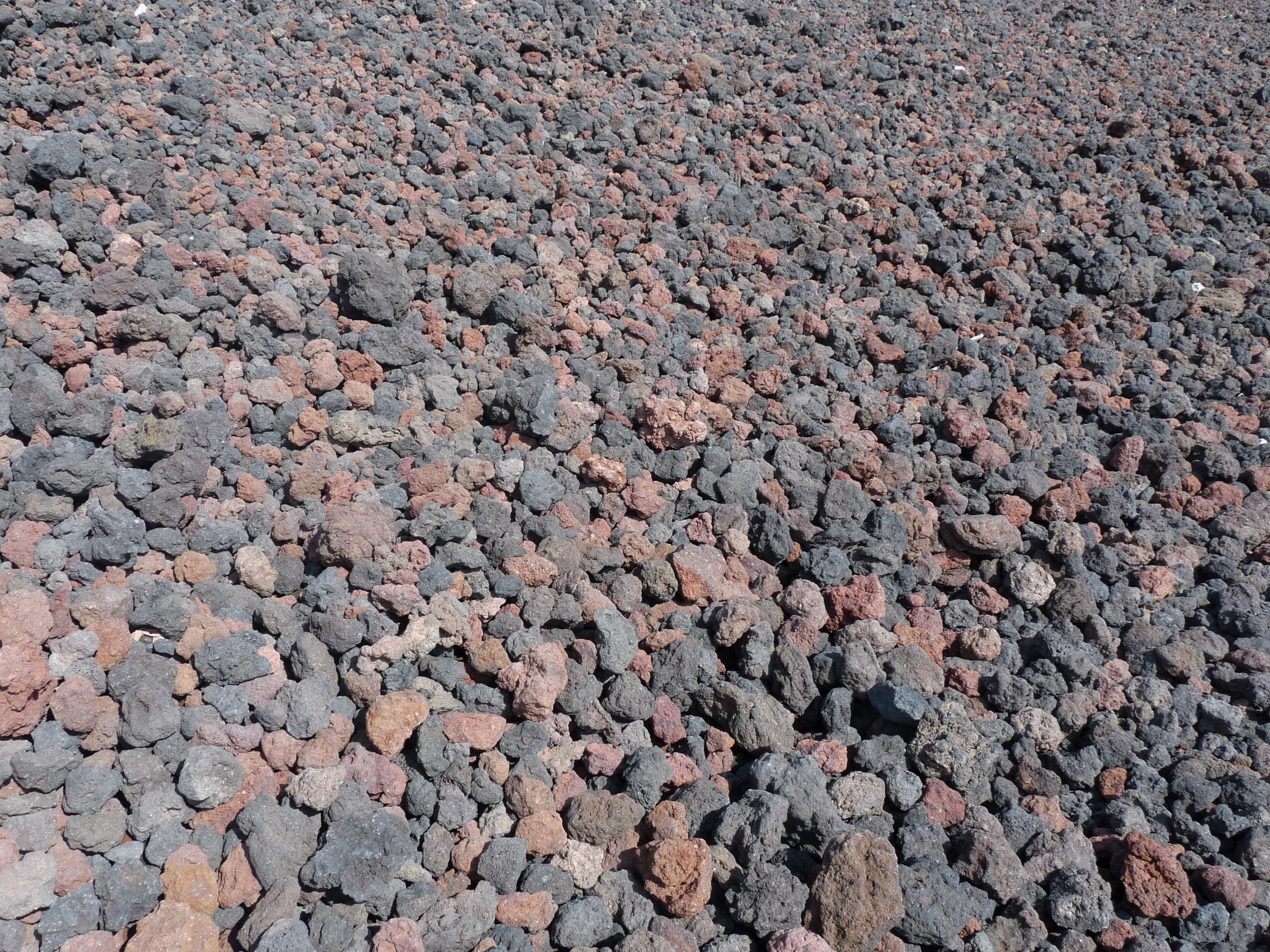
Az Etna kitörései után keletkezett lapilli

A lapillik egy vulkáni kitörés során a kráterből kihányt apró, mogyoró- vagy diónagyságú kőzetdarabok. A vulkáni tefra méret szerinti osztályozásának egyik kategóriája. A lapilli megnevezés a latin lapillus szóból ered, melynek jelentése kövecske. Definíció szerint a lapilli a 2-től 64 mm átmérőig terjedő kőzetdarabokat jelöli. A nagyobb kőzetdarabok vulkáni bomba, míg a kisebbek vulkáni hamu néven ismertek.